# Белмонт, Лара
Лара Белмонт (англ. Lara Belmont) — британская актриса, наиболее известная ролями в фильме «Зона военных действий», а также костюмированной драме «Генрих VIII», где она сыграла Марию Тюдор. В начале своей карьеры Белмонт была моделью, затем стала пробовать себя в роли кастинг-директора.

## Фильмография
| Год  |   | Русское название            | Оригинальное название   | Роль             |
| ---- | - | --------------------------- | ----------------------- | ---------------- |
| 1998 | ф | Военная зона                | The War Zone            | Джесси           |
| 2002 | ф | Давно умерший: Месть джинна | Long Time Dead          | Стелла           |
| 2002 | ф | The Swap                    | The Swap (ТВ)           | Лисса Форрестер  |
| 2002 | ф | Преступление и наказание    | Crime and Punishment    | Соня Мармеладова |
| 2003 | ф | Генрих VIII                 | Henry VIII              | Мария Тюдор      |
| 2003 | ф | Убить Гитлера               | Killing Hitler          | Сандра           |
| 2003 | ф | О, Марбелья!                | Oh Marbella!            | Софи             |
| 2007 | ф | Восхождение пехотинца       | Rise of the Footsoldier | Карен            |
| 2009 | ф | Безумные декабри            | Wild Decembers          | Бридж Бреннан    |